# Leopold Heindl
Leopold Heindl (* 11. August 1834; † 19. Dezember 1911) war ein deutschnationaler oberösterreichischer Landtagsabgeordneter (Deutsche Nationalpartei) und von 1870 bis 1909 Bürgermeister der Marktgemeinde Mauthausen.

## Leben
Er übte seine Abgeordnetenfunktion im oberösterreichischen Landtag als Abgeordneter der Städte und Industrialorte (Wahlbezirk Grein) 29,1 Jahre aus und steht in der Liste der Abgeordneten, die dem Landtag am längsten angehörten, an sechster Stelle. Aus anderer Quelle ist ersichtlich, dass er 1878 in den Landtag gewählt wurde und diesem 1909 als ältester Mandatar nach fünf Legislaturperioden und 30 Jahren noch immer angehörte.
Er war Gastwirt und später Steinbruch- und Realitätenbesitzer in Mauthausen, Vorstandsmitglied der Sparkasse Mauthausen ein zur Mauthausner Steinindustrie gehöriger Granitwerksbesitzer, von 1872 bis 1876 Aktionär der Actiengesellschaft für Straßen und Brückenbauten, von 1894 bis 1901 Besitzer von Schloss Pragtal und 1897 als Mitinhaber der Konzession für die Machlandbahn Präsident von deren Verwaltungsrat.

## Ehrungen
- Goldenes Verdienstkreuz mit der Krone (1895)
- Ehrenbürger von Mauthausen
- nach ihm ist in Mauthausen der Heindlkai (ehemaliger Johanneskai) benannt.